# Verwaltungsgemeinschaft Geratal/Plaue
In der Verwaltungsgemeinschaft Geratal/Plaue aus dem thüringischen Ilm-Kreis haben sich die Stadt Plaue und zwei Gemeinden zur Erledigung ihrer Verwaltungsgeschäfte zusammengeschlossen. Sitz der Verwaltungsgemeinschaft ist in Geraberg, einem Ortsteil der Gemeinde Geratal, die selbst der Verwaltungsgemeinschaft nicht angehört.
Die Vorsitzende der Verwaltungsgemeinschaft ist seit Mai 2024 Kerstin Michalski, nachdem sie bereits seit März 2024 die Beauftragte der Verwaltungsgemeinschaft gewesen war.

## Die Gemeinden
- Elgersburg
- Martinroda
- Plaue, Stadt

## Geschichte
Die ursprüngliche Verwaltungsgemeinschaft Geratal wurde am 12. Juni 1992 aus den Gemeinden Elgersburg, Geraberg und Martinroda gebildet. Zum 14. Juli 1993 traten die Gemeinden Angelroda und Neusiß der Verwaltungsgemeinschaft bei. Im Rahmen der Gebietsreform in Thüringen verließ die Mitgliedsgemeinde Geraberg am 1. Januar 2019 die Verwaltungsgemeinschaft, um mit weiteren Gemeinden die Landgemeinde Geratal zu bilden. Damit die Verwaltungsgemeinschaft Geratal fortbestehen konnte, wurde diese im Gegenzug um die Stadt Plaue aus der aufgelösten Verwaltungsgemeinschaft Oberes Geratal erweitert. In die Stadt Plaue wurde gleichzeitig die Mitgliedsgemeinde Neusiß eingemeindet. Die Verwaltungsgemeinschaft wurde wegen Namensgleichheit mit der Gemeinde Geratal in „Geratal/Plaue“ umbenannt. Die Gemeinde Angelroda, die zur Verwaltungsgemeinschaft gehörte, wurde am 31. Dezember 2019 in die Gemeinde Martinroda eingemeindet.
Die Vorsitzenden der Verwaltungsgemeinschaft waren von 1994 bis 2021 Frank Geißler und von 2021 bis 2024 Jörg Thamm.